# Peter Dawson (Radsportler)
Peter Douglas Dawson OAM (* 4. Februar 1982 in Pinjarra) ist ein ehemaliger australischer Radrennfahrer, der Rennen auf Bahn und Straße bestritt. Er ist Olympiasieger und wurde viermal Weltmeister in seiner Paradedisziplin Mannschaftsverfolgung.

## Sportlicher Werdegang
1999 wurde Peter Dawson erstmals Weltmeister in der Mannschaftsverfolgung, noch bei den Junioren, im Jahr darauf errang er bei der Junioren-WM die Silbermedaille im Punktefahren.
2002 wurde Dawson erstmals Weltmeister in der Mannschaftsverfolgung in der Eliteklasse. Bei den UCI-Bahn-Weltmeisterschaften 2003 in Stuttgart konnte der australische Vierer mit Dawson, Graeme Brown, Brett Lancaster und Luke Roberts den Titel mit neuem Weltrekord (3:57,280 Minuten) verteidigen.
Bei den UCI-Bahn-Weltmeisterschaften 2004 gelang dem Vierer mit Dawson in seinen Reihen weitere Titelverteidigung. Im selben Jahr gelang dem australischen Team in Athen der Olympiasieg. Bei der Bahnradsport-Weltmeisterschaft 2006 in Bordeaux wurde er zum vierten Mal Weltmeister in der Mannschaftsverfolgung.
2002 sowie 2006 startete Peter Dawson bei Commonwealth Games. 2002 errang er auch dort Gold in der Mannschaftsverfolgung (mit Brown, Roberts, Mark Renshaw und Wooldridge), wobei der australische Vierer mit 3:59,583 einen neuen Games-Rekord aufstellte, 2006 holte die Mannschaft Silber.
Auf der Straße fuhr Dawson 2006 und 2007 für das australische Continental Team Southaustralia.com und im letzten Jahr seiner internationalen Karriere, 2008, beim US-amerikanischen Rock Racing Team. Sein bedeutendster Straßenerfolg gelang ihm allerdings schon im Jahr 2004 mit einem Etappensieg beim Giro delle Regioni. Nationaler Meister im Kriterium wurde er 1999 und 2003.

## Berufliches
Peter Dawson ist als Bundestrainer von Western Australia beruflich tätig (2018).

## Auszeichnungen
2003 verlieh die Western Australian Sports Federation Dawson den ANZ Sports Star Award für die beste Leistung des Jahres im westaustralischen Sport. 2006 wurde er mit dem Order of Australia ausgezeichnet.

## Erfolge

### Bahn
1999
- Junioren-Weltmeister – Mannschaftsverfolgung (mit Andrew Mason, Kieran Cameron und Nicholas Graham-Dawson)

2000
- Junioren-Weltmeisterschaft – Punktefahren

2002
- Weltmeister – Mannschaftsverfolgung (mit Brett Lancaster, Stephen Wooldridge und Luke Roberts)
- Weltcup in Sydney – Einerverfolgung
- Sieger Commonwealth Games – Mannschaftsverfolgung (mit Graeme Brown, Mark Renshaw und Luke Roberts)

2003
- Weltmeister – Mannschaftsverfolgung (mit Graeme Brown, Brett Lancaster und Luke Roberts)

2004
- Olympiasieger – Mannschaftsverfolgung (mit Graeme Brown, Brett Lancaster, Bradley McGee, Luke Roberts und Stephen Wooldridge)
- Weltmeister – Mannschaftsverfolgung (mit Luke Roberts, Ashley Hutchinson und Stephen Wooldridge)

2005
- Weltcup in Moskau – Mannschaftsverfolgung (mit Matthew Goss, Ashley Hutchinson und Mark Jamieson)

2006
- Weltmeister – Mannschaftsverfolgung (mit Matthew Goss, Mark Jamieson und Stephen Wooldridge)
- Commonwealth Games – Mannschaftsverfolgung (mit Stephen Wooldridge, Mark Jamieson und Matthew Goss)

### Straße
2004
- eine Etappe Giro delle Regioni

2005
- eine Etappe Tasmanien-Rundfahrt